# 潜口民宅
潜口民宅坐落于安徽省黄山市徽州区（原属歙县）潜口镇潜口村。潜口民宅占地约17160平方米，有民居六幢（曹门厅、方观田宅、司谏第、吴建华宅、方文泰宅、苏雪痕宅），祠堂三幢，路亭一座，山门一套。
1984年开始，由徽州区和歙县下属的郑村、许村、潜口、西溪南等地的10余处较典型而又不宜就地保存的明代建筑拆迁，并按原貌原样复建在此处，1990年基本完成。到1994年底，先后迁建了3座祠堂、5幢民宅、1座路亭、1座石牌坊。整个潜口民宅占地面积近2万平方米，10余处建筑物保持原单体建筑式样，按当地传统村落形成布局，顺地势高低自然筑成。